# 印度-伊朗语族
印度-伊朗語族，简称印伊語族（英語： 或 ），又稱雅利安語族（英語：Aryan languages)、印度-雅利安语族是印欧语系今日仍在使用的語言中最東方的一族，下分為印度-雅利安語支、伊朗語支和努利斯坦语支。使用人数共有15亿人，从欧洲（罗姆语）、土耳其（库尔德语、扎扎其語和戈拉尼語）、高加索（奥塞梯语）向东一直延伸至中国新疆（色勒库尔语）和印度阿萨姆邦（阿萨姆语），向南直至斯里兰卡（僧伽罗语）和马尔代夫（迪维西语）。另外，在西北欧（英国）、北美地区（加拿大和美国）和澳大利亚也有较大的印度-伊朗语社群。
该语族内所有语言的祖先被称为原始印度-伊朗語，使用于公元前第3个千年的末期。现代印度-伊朗语可分為三支：印度-雅利安語支、伊朗語支和努利斯坦语支；第四个独立分支达尔德语支曾被提出，但近来的研究通常认为达尔德语属于印度-雅利安語支。

## 历史
關於印歐語言最古老的文獻中能夠看到大量此語族的記載。此族語言在遠古時期就向東南方的印度前進，途經上古的伊朗、阿富汗、和巴基斯坦地區。
该语族内所有语言的祖先被称为原始印度-伊朗語，使用于公元前第3个千年的末期。语言学家已重构出该语言。
已证实的最古老的印度-伊朗语言是吠陀梵语、阿维斯陀语和古波斯语。另一种印度-伊朗语言米坦尼语有少数词汇留存下来。
在印欧语系内部，印度-伊朗语族属于咝音语言。一些语言学家试图将印度-伊朗语族与印欧语系的其他语族联系起来（例如希腊-雅利安语族，这一分类认为印度-伊朗语族与希腊语和亚美尼亚语关系很近），但目前还未受到广泛接受。

## 语言

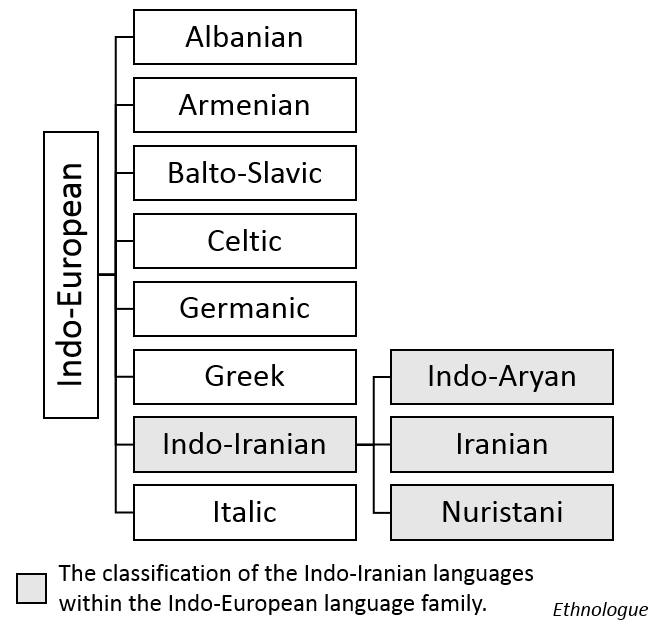
印度-伊朗语族在印欧语系内部的分类表

印度-伊朗语族含有以下三个分支：
- 印度-雅利安語支
- 伊朗語支
- 努利斯坦語言

### 印度-雅利安語支
印度-雅利安語支内部使用者最多的语言有：
- 印地—乌尔都语（hin）（urd）：5.9亿[5]；
- 孟加拉语（ben）：2.05亿[6]；
- 旁遮普语：1亿，分为东旁遮普语（pan）和西旁遮普语（pnb）；
- 马拉地语（mar）：7500万；
- 古吉拉特语（guj）：5000万；
- 奥里亚语（ori）：3500万；
- 信德语：2500万；
- 阿萨姆语（asm）：2400万；
- 僧伽罗语（sin）：1900万；
- 尼泊尔语（nep）：1700万；
- 比什奴普萊利亞-曼尼浦爾語：1200万[7]等。

此外还有：
- 梵语（san）
- 比哈尔语
  - 安吉卡语（anp）
  - 博杰普尔语（bho）
  - 摩揭陀語（mag）
  - 迈蒂利语（mai）
  - 迪维希语（div）
  - 巴利语（pli）
  - 罗姆语（又称吉卜赛语）（rom）
  - 羅興亞語

### 伊朗语支
伊朗語支内部最主要的语言有：
- 波斯语 (9000万[8]）；
- 普什图语（5000万）；
- 库尔德语（3500万[9]）；
- 俾路支语（800万）等。

#### 东伊朗語支：东北
- 西徐亚语 (Scythian)（滅亡） (xsc)
- 阿維斯陀語（滅亡） (ave)
- 粟特語 （滅亡）(sog)
- 奧塞梯語 (oss)
- 雅格諾比語 (yai)

#### 东伊朗語支：东南
- 普什圖語 (pus)

#### 西伊朗语支：西北
- 俾路支語 (bal)
- 達利語 (gbz)
- 庫爾德語 (kur)
- 塔里什語 (tly)
- 扎扎其語 (zza)
  - 南扎扎其語 (diq)
  - 北扎扎其語 (kiu)

#### 西伊朗语支：西南
- 盧爾語（Luri）
- 波斯語 (fas)
  - 東波斯語 (prs)
  - 西波斯語 (pes)
  - 塔吉克語 (tgk)
  - 回回语 (khwari)
- 塔特語 (ttt)

### 努利斯坦语支
- Ashkun (ask) (阿富汗)
- Kati (Bashgali) (bsh) (阿富汗)
- Prasuni (Wasi-Weri) (阿富汗)
- Tregami (trm) (阿富汗)
- Waigali (Kalasha-Ala) (wbk) (阿富汗)
- Kamviri (xvi) (阿富汗)

### 語支未明
- Badeshi (bdz) (巴基斯坦)
- Luwati (luv) (阿曼)

## 参閲
- 印欧语系
- 语言系属分类